# Raf Janssen
Rafaël Franciscus Hubertus (Raf) Janssen (Helden, 1945) is een Nederlandse socioloog, armoedebestrijder en wethouder van GroenLinks.
Janssen studeerde na zijn gymnasiumopleiding sociologie aan de Radboud Universiteit Nijmegen. Na zijn studie werd hij secretaris van de landelijke commissie oriënteringsdagen, die zich bezighield met de armoedebestrijding in Nederland. Later werd deze organisatie omgevormd tot de stichting Sjakuus, waar Janssen directeur van werd. Sjakuus is een verwijzing naar J´accuse van Émile Zola over de Dreyfusaffaire. Janssen wijst met de beschuldigende vinger naar de samenleving, die problemen van armoede laat bestaan. Janssen promoveerde in 1990 aan de Universiteit Leiden op een proefschrift over armoede en soberheid. In 2006 werd hij wethouder van de gemeente Helden. Sinds 2010 is Janssen wethouder in de fusiegemeente Peel en Maas, met de portefeuille sociaal domein. Janssen is secretaris van de Sociale Alliantie, een bundeling van organisaties die zich in Nederland bezighouden met armoedebestrijding.